# Валентини, Альберто
А́льдо Альбе́рто Валенти́ни Гонса́лес (исп. Alberto Aldo Valentini González; 25 ноября 1938 или 25 ноября 1937, Вальпараисо — 24 октября 2009, Сантьяго) — чилийский футболист, игравший на позиции защитника; участник чемпионата мира 1966 года.

## Биография

### Клубная карьера
Валентини начал профессиональную карьеру в клубе «Сантьяго Уондерерс», за который дебютировал в чемпионате страны в 1957 году. В следующем сезоне Валентини вместе с командой выиграл чемпионат страны, сыграв в чемпионском сезоне 11 матчей. В 1959 и 1961 годах Валентини в составе «Уондерерс» выиграл два Кубка Чили, став одним из ключевых защитников этой команды. Всего за «Уондерерс» Валентини сыграл 224 матча в чемпионатах страны.
В 1965 году Валентини стал игроком клуба «Коло-Коло», в составе которого отыграл следующие семь сезонов своей карьеры. В составе этой команды Валентини в 1970 и 1972 годах выиграл два чемпионских титула и завершил карьеру игрока.

### Карьера в сборной
В составе сборной Чили принимал участие на чемпионате мира 1966 года, где сыграл в двух матчах группового этапа со сборными КНДР (1:1) и СССР (1:2) Всего за сборную Чили сыграл 19 матчей, в которых не забил ни одного мяча.

### Смерть
Скончался 25 октября 2009 года в возрасте 70 лет.

## Достижения
«Сантьяго Уондерерс»
- Чемпион Чили (1): 1958
- Обладатель Кубка Чили (2): 1959, 1961

«Коло-Коло»
- Чемпион Чили (2): 1970, 1972